# 10088 Digne
A 10088 Digne (ideiglenes jelöléssel 1990 SG8) a Naprendszer kisbolygóövében található aszteroida. Eric Walter Elst fedezte fel 1990. szeptember 22-én.